# 中私都村
中私都村（なかきさいちそん）は、鳥取県八頭郡にあった自治体である。1896年（明治29年）3月31日までは八東郡に属した。

## 概要
現在の八頭町覚王寺・市場・上津黒・下津黒・別府・篠波に相当する。千代川水系八東川支流の私都川中流域に位置した。
平安時代には和名類聚抄に記載される因幡国八上郡十二郷の1つ私部郷に属した。私部は因幡志が成立した時期になると次第に私都と書かれるようになり、藩政時代には鳥取藩領の八東郡私都郷（きさいちのごう）に属する覚王寺村・市場村・上津黒村・下津黒村・別府村・篠波村（篠浪村）があった。
私部郷に所属した村のうち、資力の関係から別府以西を1村、下津黒・篠波以東を1村とする案があったものの、上・中・下の3私都村として分立し村制施行した。

## 沿革
- 1881年（明治14年）9月12日 - 鳥取県再置。
- 1883年（明治16年）3月 - 連合戸長役場を市場村に設置し、私都郷21ヶ村全域を管轄。
- 1889年（明治22年）10月1日 - 町村制の施行により、覚王寺村・市場村・上津黒村・下津黒村・別府村・篠波村が合併して村制施行し、八東郡中私都村が発足。旧村名を継承した6大字を編成。上私都村との組合役場を市場村に設置[3]。
- 1892年（明治25年）9月23日 - 上私都村との組合村を解除し、中私都村役場を大字市場村55番屋敷に設置[4]。
- 1896年（明治29年）4月1日 - 郡制の施行により、八上郡・八東郡・智頭郡の区域をもって八頭郡が発足し、八頭郡中私都村となる。
- 1915年（大正4年）1月1日 - 「中私都村大字◯◯村」から大字の「村」を削除し、「中私都村大字◯◯」と改称[5]。
- 1924年（大正13年）9月15日 - 役場位置を大字下津黒字大所84番ノ4に変更[6]。
- 1957年（昭和32年）3月31日 - 郡家町（2代）、上私都村と合併し、改めて郡家町（3代）が発足。同日中私都村廃止[7][8]。

## 行政

### 戸長
- 市場村外20ヶ村連合戸長役場：入江三郎大[9]
管轄区域：市場村・覚王寺村・上津黒村・下津黒村・別府村・篠波村（後の中私都村）、姫路村・明辺村・落岩村・山志谷村・麻生村・福地村・野町村（後の上私都村）、花原村・山路村・延命寺村・山上村・大坪村・上峰寺村・下峰寺村・山田村（後の下私都村）[10]

### 歴代村長
| 氏名       | 就任年月               | 退任年月               | 地区   | 備考 |
| ---------- | ---------------------- | ---------------------- | ------ | ---- |
| 田中専三郎 | 1892年（明治25年）9月  | 1896年（明治29年）3月  | 上津黒 |      |
| 平尾松蔵   | 1896年（明治29年）3月  | 1898年（明治31年）3月  | 別府   |      |
| 田中専三郎 | 1898年（明治31年）3月  | 1899年（明治32年）7月  | 上津黒 |      |
| 土井辰太郎 | 1899年（明治32年）8月  | 1903年（明治36年）8月  | 別府   |      |
| 土井寿賀蔵 | 1903年（明治36年）8月  | 1907年（明治40年）8月  | 別府   |      |
| 河上吉男   | 1907年（明治40年）8月  | 1908年（明治41年）10月 | 別府   |      |
| 岡垣新蔵   | 1908年（明治41年）10月 | 1911年（明治44年）10月 | 別府   |      |
| 河村鶴蔵   | 1911年（明治44年）11月 | 1913年（大正2年）11月  | 覚王寺 |      |
| 田中豊蔵   | 1913年（大正2年）12月  | 1915年（大正4年）4月   | 上津黒 |      |
| 岡島増蔵   | 1915年（大正4年）4月   | 1919年（大正8年）4月   | 篠波   |      |
| 河上昌蔵   | 1919年（大正8年）4月   | 1921年（大正10年）9月  | 別府   |      |
| 平尾弥平   | 1921年（大正10年）10月 | 1924年（大正13年）6月  | 別府   |      |
| 衣笠達     | 1924年（大正13年）7月  | 1928年（昭和3年）7月   | 上津黒 |      |
| 土井秀雄   | 1928年（昭和3年）7月   | 1929年（昭和4年）9月   | 別府   |      |
| 山崎喜久蔵 | 1929年（昭和4年）9月   | 1932年（昭和7年）2月   | 市場   |      |
| 河村義近   | 1932年（昭和7年）3月   | 1934年（昭和9年）8月   | 覚王寺 |      |
| 山崎寿蔵   | 1934年（昭和9年）8月   | 1938年（昭和13年）8月  | 市場   |      |
| 土井年長   | 1938年（昭和13年）9月  | 1941年（昭和16年）3月  | 別府   |      |
| 衣笠寿賀雄 | 1941年（昭和16年）4月  | 1945年（昭和20年）11月 | 下津黒 |      |
| 岡島春久   | 1945年（昭和20年）11月 | 1946年（昭和21年）11月 | 篠波   |      |
| 河上勅勲   | 1947年（昭和22年）4月  | 1950年（昭和25年）6月  | 下津黒 |      |
| 松田豊治   | 1950年（昭和25年）7月  | 1954年（昭和29年）7月  | 市場   |      |
| 岡島宣章   | 1954年（昭和29年）7月  | 1957年（昭和32年）3月  |        |      |
| 参考文献 - |                        |                        |        |      |

## 教育
- 中私都村立中私都小学校：現在は統合により八頭町立郡家東小学校。
- 中私都村立中私都中学校：1960年（昭和35年）、郡家町立中央中学校に統合[1]。現在は統合により八頭町立八頭中学校。